# کیسومو
کیسومو (به انگلیسی: Kisumu) شهری در استان نیانزا واقع در کشور کنیا است که در سال ۱۹۹۹ میلادی ۳۲۲٫۷۳۴ نفر جمعیت داشته و جمعیت آن در سال ۲۰۰۵ میلادی به ۳۹۴٫۶۸۴ نفر رسیده‌است.